# アラオン
アラオン（朝鮮語：아라온 , Araon）は、大韓民国の砕氷研究船・極地調査船。韓国極地研究所(KOPRI)が運用する。
「アラ」は「海」、「オン」は「全て」を意味し、「アラオン」は「全ての海」を意味する。
南極大陸沖のキングジョージ島にある韓国の南極基地世宗基地（セジョンきち）との物資輸送用に使われる。そのほか、極地の科学調査や資源探査、北極航路の開発などが構想されている。
建造事業は2003年から開始。設計は韓国海洋研究院・極地研究所・サムスン重工業・STX造船・韓国海事技術が、建造は釜山港にある韓進重工業影島造船所が行い、2009年に完成した。総建造費は1,040億ウォン。
船内に各種研究用のドライラボ・ウェットラボを備えるほか、南極基地への物資輸送のためコンテナを最大31個積載可能で、コンテナを揚陸可能な艀を搭載している。

## 船歴
「アラオン」は、船体が韓進重工業影島造船所で建造され、2009年11月6日に仁川広域市にて海洋研究院極地研究所に引渡され、命名式が挙行された。
2009年12月18日に試験運用として初の南極航海を行い、砕氷能力試験と第2基地候補地の調査を行って2010年3月15日に仁川に帰港した。翌2010年よりアラオンは実運用に入り、同年7月には初の北極海への調査航海を実施する。
2011年12月、南極のロス海で氷山に衝突して浸水し救難信号を発したロシア漁船スパルタ（乗組員32名）の救助に当たった。
南北の両極で調査航海を行い、さらに韓国第2の基地である張保皐基地への輸送任務が加わったアラオンは、活動日数が年々増加して2013年には年間311日に達する過重な運用となったため、韓国の海洋水産部と極地研究所は新たに1万2000トン級の新型砕氷船の導入して、北極海の航路および資源探査に投入することを検討している。